# 15575 Manyakumar
15575 Manyakumar eller 2000 GC68 är en asteroid i huvudbältet som upptäcktes den 5 april 2000 av LINEAR i Socorro County, New Mexico. Den är uppkallad efter Manya M. Kumar.
Asteroiden har en diameter på ungefär 5 kilometer och den tillhör asteroidgruppen Merxia.